# David Dunbar Buick
David Dunbar Buick (Arbroath, 17 settembre 1854 – Detroit, 5 marzo 1929) è stato un imprenditore scozzese naturalizzato statunitense, fondatore della casa automobilistica Buick.

## Biografia
Buick nacque a Arbroath, nel distretto di Angus, in Scozia. A due anni emigrò a Detroit, negli Stati Uniti, con la sua famiglia. Nel 1869 lasciò la scuola ed iniziò a lavorare per un'azienda produttrice di tubi per la distribuzione dell'acqua potabile. Quando questa società inizio ad essere in difficoltà, si licenziò e fondò con un socio un'impresa meccanica, che ebbe quasi subito un buon successo sui mercati. Buick, infatti, brevettò alcune innovazioni come un nuovo tipo di diffusore d'acqua per l'annaffiamento dei giardini ed una nuova tecnica di smaltatura della ghisa. Quest'ultima, in particolare, permise all'azienda di Buick di produrre oggetti in ghisa smaltata ad un costo inferiore a quello della concorrenza.

### La Buick Motor Company
Verso la fine del XIX secolo, Buick iniziò ad interessarsi di motori a combustione interna. Dato che Buick spendeva sempre più tempo per questa tecnologia perdendo nel contempo interesse per l'attività avviata con il suo socio, quest'ultimo decise di uscire dalla società. Per tale motivo, l'azienda fu venduta.
Grazie al denaro incamerato con la vendita della precedente società, Buick ebbe le risorse per lavorare a tempo pieno sui motori. Nel 1899 fondò la  "Buick Auto-Vim and Power Company", che iniziò a produrre motori per scopi agricoli. Più tardi decise di investire fondi per la realizzazione di autovetture complete. A causa di alcuni investimenti sbagliati, Buick, ad un certo punto, consumò parte del capitale che aveva accumulato negli anni. Nel 1902 fondò una nuova società, la "Buick Manufacturing Company". Anche in questo caso, a causa di investimenti sbagliati, consumò il capitale che possedeva con il risultato di aver prodotto un solo esemplare di autovettura. Durante questo periodo, Buick realizzò un innovativo motore a valvole in testa. Quest'ultimo produceva più potenza rispetto ai motori a valvole laterali in voga all'epoca.
Dato che era ancora in difficoltà finanziaria, Buick liquidò la seconda società che aveva fondato e, grazie al prestito di denaro che ottenne da un suo conoscente, nel 1903 fondò una terza compagnia, la Buick Motor Company.

### Gli anni successivi
Ancora in difficoltà finanziaria, decise di vendere le azioni in suo possesso e lasciò l'azienda da lui avviata. Le azioni furono acquisite da William C. Durant, che diventò il nuovo padrone della Buick. David Buick tentò nuovamente l'avventura imprenditoriale con l'avvio di nuove società (tra cui la casa automobilistica Lorraine Motors, che ebbe vita breve), ma senza molto successo. Morì a Detroit nel 1929. Nel 1974 fu inserito nella Automotive Hall of Fame.